# 蓬莱公园
蓬莱公园是中華人民共和國上海市黃浦區的一個公園，面積2.76萬平方米，原為大同中學校園一部分，淞滬會戰時毀於戰火，並遭到廢棄。1952年，上海市人民政府決定在此建立公園，因當時公園位於蓬萊區，所以得名蓬萊公園。1953年10月1日，蓬萊公園對外開放。公園內有大假山、池塘、清賞亭、獅道、壺中天地、杜鵑園、九龍壁、浪湧蓬萊。